# Ренделл Коллінз
Ренделл Коллінз (англ. Randall Collins; 1941 р.) — американський соціолог. Доктор філософії, професор Пенсильванського університету. Поруч із Тедою Скочпол і Джеком Голдстоуном є одним із найвизначніших історичних макросоціологів і спеціалістом у галузі теорії революцій та розпаду держав.

## Біографія
Виріс у родині американського дипломата і тому в дитинстві багато їздив: був у післявоєнному Берліні, в 1949-50 рр. у Москві, в країнах Південної Америки. Закінчував школу в Новій Англії. Мешкає і працює в США. Стажувався, проводив дослідження, читав лекції в Італії, Франції, Великій Британії, Німеччині, Австрії, Швеції, Норвегії, Росії, Китаї.
Вивчав психологію в Гарварді (з 1959 року), в тому числі, у Талкотта Парсонса, Вілларда Квайна, Пауля Тілліха (бакалавр мистецтв, 1963) та Стенфорді (магістр психології, 1964). У 1964-68 рр. вивчав соціологію в університеті Берклі (магістр 1965, доктор філософії 1969), де викладали мікросоціологи Герберт Блумер, Ервін Ґофман, макросоціолог Р. Бендікс. З класиків соціальних наук на Коллінза сильний вплив справили Макс Вебер і Карл Маркс.
Після отримання докторського ступеню Коллінз починає викладати в Каліфорнійському університеті Лос-Анджелеса (UCLA), де знайомиться з лідером школи етнометодології Гарольдом Ґарфінкелем. На початку 1970-х рр. разом із П'єром Бурдьє і Е.Гоулднером засновує новий журнал «Theory and Society». У 1985-97 рр. працював у Каліфорнійському університеті Ріверсайд (Лос-Анджелес). З 1997 р. по теперішній час — у Пенсільванському університеті (Філадельфія). Отримав кілька престижних нагород за окремі книги і загальний внесок у соціологічну науку. У 2010—2011 був обраним Президентом Американської соціологічної асоціації.
Сфери наукових інтересів: соціологічна теорія, історична макросоціологія, геополітика, Мікросоціологія, інтелектуальні мережі, соціальний конфлікт, соціологія освіти, логіка і семантика наукового дискурсу, аналіз класичних соціологічних традицій

### Книги
- 1968. State and Society, co-editor with Reinhard Bendix et. al. (Boston: Little, Brown; re-issued, University of California Press, 1974.
- 1972. The Discovery of Society, with Michael Makowsky. New York; Random House;
- 1975. Conflict Sociology: Toward an Explanatory Science. New York: Academic Press;
- 1979. The Credential Society: An Historical Sociology of Education and Stratification. New York: Academic Press;
- 1981. Sociology since Mid-century: Essays in Theory Cumulation. New York, Academic Press;
- 1982. Sociological Insight: An Introduction to Non-obvious Sociology. New York: Oxford University Press;
- 1985. Three Sociological Traditions. New York: Oxford University Press.
- 1985. Sociology of Marriage and Family: Gender, Love and Property. Chicago: NelsonHall.
- 1985. Max Weber: A Skeleton Key. Beverly Hills: Sage.
- 1986. Weberian Sociological Theory. Cambridge and New York: Cambridge University Press.
- 1988. Theoretical Sociology. San Diego: Harcourt, Brace, Jovanovich.
- 1998. The Sociology of Philosophies: A Global Theory of Intellectual Change. Cambridge: Harvard University Press.
- 1999. Macro-History: Essays in Sociology of the Long Run. Stanford: Stanford University Press.
- 2004. Interaction Ritual Chains. Princeton University Press.
- 2008. Violence: A Micro-Sociological Theory. Princeton University Press.

### Переклади українською
- Рендал Колінз: «Вперше я виклав аналіз прийдешнього розпаду СРСР 1980 року» // Всесвіт. — К., 2003. — №7-8. — С. 193-197.
- Знецінення дипломів та майбутнє університетів // Спільне. — 14.07.2011
- Мікросоціологія насильства // Спільне. — 25.02.2013
- Мікросоціологія релігії: колективні та індивідуальні релігійні практики // Спільне. — 07.01.2015